# 沼田健
沼田 健（ぬまた たけし）は、日本のイラストレーター、漫画家。男性。東京都出身、東京都立上野高等学校、東京学芸大学卒。

## 概要
現在雑誌、書籍、WEB、広告を中心に活躍。ルポ漫画家としても活動。
『SEDA』誌上においてオリジナルキャラクターであるエボシと麗子が登場する4コマ漫画『すきまであえたら』を連載。
『FINEBOYS』誌上においてゲームフリークとして「ヌマタの挑戦状！」というルポ漫画を連載。
TOKYO FMの番組『鷹の爪団の世界征服ラヂヲ』にレギュラー出演し、同番組のルポを公式ブログ「世界征服ラヂヲのブログ」に毎週執筆している。
2013年1月3日にメインパーソナリティーの２人（『FROGMAN』、『鈴木あきえ』）を差し置いて「沼放送」と題して同番組のMCを行った。 
番組では主にいじられ役である。
映画「鷹の爪GO～美しきエリエール消臭プラス～」では沼田（本人）役で出演。
クラブキングにコント執筆で携わっていたこともある。
イラストレーターによるpodcat『リハビリーヒルズ』を主宰。
2014年10月18日にパルコ調布にて公開収録のイベントを開催。
2014年 11月17日〜30日　FROGMANと沼田健による原宿竹下通りの期間限定SHOP「鷹の爪秘密基地」にて２人展を開催。
2015年 無料動画のオンライン学習サイト schoo WEB-campus（スクー）にてイラストの講師をつとめる。
2018年９月２５日よりFROGMANとYouTubeチャンネル「沼と蛙」を始動する

## 作品リスト
- すきまであえたら（SEDA）

## 出演
- 鷹の爪団の世界征服ラヂヲ（2012年8月-、TOKYO FM）
- 映画「鷹の爪GO～美しきエリエール消臭プラス～」沼田（本人）役で出演
- 映画「天才バカヴォン〜蘇るフランダースの犬〜」パ行しかいえないオペレーター役で出演
- 映画「DCスーパーヒーローズvs鷹の爪団」住宅販売員役で出演